# Aperetiset
Aperetiset ist eine Göttin der ägyptischen Mythologie, die ihren Hauptkultort in der oberägyptischen Stadt Achmim hatte.
Sie wurde mit dem Kopfschmuck der Hathor und gelegentlich einer hohen Federkrone dargestellt. In Achmim bildete sie in Spät- und griechisch-römischer Zeit zusammen mit Min und Kolanthes beziehungsweise Horus eine göttliche Triade. Da auch die Göttin Triphis als „Mutter des Kolanthes“ galt, verschmolz sie mit dieser zu „Aperetiset im Mondhaus“.